# .(dot)any
.(dot)any（ドットエニー）は、東京都にて結成された日本のロックバンド。

## メンバー
藤田 昂平（ふじた こうへい）
ボーカル・ギター担当。 福島県会津若松市出身。12月12日生まれ。
作詞作曲を手がけ、ジャケットのアートワークも担当する。話し声が小さい。
2020年9月19日にソロ音源「もしも / あのね」をリリース。
AtsuyuK!（あつゆき）
ドラムス担当。三重県四日市市出身。2月24日生まれ。
HoneyWorksのサポートや、様々なアーティストのライブやレコーディングに参加。

### 元メンバー
わかざえもん
ベース担当。
2018年11月28日脱退。
2019年から2024年までコロナナモレモモ（マキシマム ザ ホルモン2号店）のベース・コーラスを担当、2023年から2024年までEast Of Edenのベースを担当していた。
tatsu（たつ）
ギター・コーラス・シンセサイザー担当。三重県四日市市出身。11月19日生まれ。
2020年7月24日脱退。
ラウドロックを得意とし、アーティストのサポートギターとしても活動する。
ピコやsleepyhead、GReeeeN、M.S.S Projectに参加。
2020年7月24日 ソロプロジェクトBLVELY（ブルーリー）として活動する事を発表した。

## 経歴
2017年5月結成。バンドメンバーを探していたtatsuが、幼馴染のAtsuyuK!と、後輩のわかざえもん、知人の紹介で知り合った藤田を誘い結成。当初tatsuから誘われた藤田は断った。理由は仲良くなれなさそうだったから。その後、スタジオに入るうち楽しくなり加入する意思になった。

2017年11月に本格始動。。

2017年11月28日、渋谷TSUTAYA O-Crestで初ライブを行う。

2017年12月18日に1st demo「Emerge」を200枚限定、ライブ会場限定でリリース。

2018年2月21日、1st demo「Emerge」がソールドアウト。

2018年4月28日、1st single「302/桜花抄」をライブ会場限定でリリースする。

2018年11月7日、1st EP「Do-cu-mentally」を、タワーレコード新宿店にて販売開始。

2018年11月28日、渋谷WWWにて、1周年を記念したワンマンライブを開催。同日わかざえもんが脱退。

2019年4月、6月、8月に渡り、東阪自主企画「.literally ～ガチの対バン6本勝負～」を開催。
2019年6月26日配信限定 Single 「ハナノナ」リリース。
2019年8月28日配信限定 Single「スマイル」リリース。
2019年11月20日配信限定 Single「ほころび」リリース。
2019年11月28日には東京・渋谷WWW Xにて活動2周年を記念したワンマンライブ.(dot)any 2nd Anniversary One man live「～ガチの1本勝負～」を開催。。
2019年12月12日には下北沢GARAGEにて.(dot)any 「.literally〜令和の師走、裏ワンマン〜」を開催。
2020年1月31日よりヨイズとのスプリットツアー「アイの息吹ツアー」を東名阪そして最後に東京と4ヶ所で開催。
2020年1月15日 tatsuが同年4月24日をもって脱退することを発表。(延期)
2020年7月24日 下北沢GARAGEにてワンマン配信ライブをもってtatsuが脱退。
2020年8月1日 オンラインショップ限定シングル「デライト(Home Rec Demo)」リリース。
2025年1月28日、SHIBUYA FOWSでのライブをもって活動休止。

## ディスコグラフィ

### 配信シングル
| 発売日         | タイトル | 規格品番 |
| -------------- | -------- | -------- |
| 2019年6月26日  | ハナノナ | SCMD-177 |
| 2019年8月28日  | スマイル | SCMD-181 |
| 2019年11月20日 | ほころび | SCMD-183 |

## 単独ライブ
- 2018年11月28日 渋谷WWW .(dot)any 1st Anniversary「onward」
- 2019年11月28日 渋谷WWW X 「 .(dot)any 2nd Anniversary One man live 〜ガチの1本勝負〜」
- 2019年12月12日 下北沢GARAGE　.(dot)any 「.literally〜令和の師走、裏ワンマン〜」